# Copa Mundial de Netball Sub-21 de 2017
La Copa Mundial de Netball Sub-21 de 2017, anteriormente conocida como Campeonato Mundial de Netball Sub-21; es la VIII edición de la Copa Mundial de Netball Sub-21. Se disputó en la ciudad de Gaborone (Botsuana) entre el 8 al 16 de julio de 2017.

## Formato
La primera fase agrupó a los 20 equipos en cuatro grupo de cinco selecciones, para jugar un sistema simple de todos contra todos. Al final de la primera fase, se disputaron tres seccionesː
- Sección 3ː los equipos ubicados en la quinta posición de cada grupo, disputaron un grupo para dirimir los puestos del 17.º al 20.º lugar
- Sección 2ː los equipos ubicados en la tercera y cuarta posición, disputaron los puestos del 9.º al 16.º lugar, mediante un sistema de eliminación directa.
- Sección 1ː los equipos ubicados en el primer y segundo lugar de cada grupo, disputaron los puestos del 1.º al octavo lugar, mediante un sistema de eliminación directa.

## Calificación
Veinte equipos participan en el torneo. La nación sede califica automáticamente, y los cuatro mejores equipos del torneo anterior:
- Botsuana (nación sede)
- Nueva Zelanda
- Australia
- Jamaica
- Inglaterra

Torneos de calificación
El resto de los equipos fueron determinados por torneos regionales de calificación., con tres cupos por cada una de las cinco regiones internacionales del Netball: África, América, Asia, Europa y Oceanía.
| Región   | Sede          | Equipos | Fecha                       | Ganador   | Segundo           | Tercero           |
| -------- | ------------- | ------- | --------------------------- | --------- | ----------------- | ----------------- |
| Asia     | Hong Kong     | 12      | 14-20 de diciembre de 2015  | Sri Lanka | Malasia           | Singapur          |
| África   | Botsuana      | 8       | 24–30 de julio de 2016      | Sudáfrica | Zimbabue          | Uganda            |
| Américas | San Martín    | 7       | 22–28 de agosto de 2016     | Barbados  | Trinidad y Tobago | Granada           |
| Oceanía  | Nueva Zelanda | 6       | 26–29 de septiembre de 2016 | Fiyi      | Islas Cook        | Samoa             |
| Europa   | Gales         | 4       | 7–9 de octubre de 2016      | Escocia   | Gales             | Irlanda del Norte |

## Emparejamiento
| Emparejamiento                                          | Emparejamiento                                 | Emparejamiento                             | Emparejamiento                                  |
| Grupo A                                                 | Grupo B                                        | Grupo C                                    | Grupo D                                         |
| ------------------------------------------------------- | ---------------------------------------------- | ------------------------------------------ | ----------------------------------------------- |
| Nueva Zelanda Sri Lanka Escocia Irlanda del Norte Samoa | Australia Sudáfrica Barbados Zimbabue Singapur | Jamaica Botsuana Islas Cook Malasia Uganda | Inglaterra Fiyi Trinidad y Tobago Gales Granada |

## Sección de grupos

### Grupo A
| Pos | País              | J | G | E | P | PF  | PC  | Pts | Calificación |
| --- | ----------------- | - | - | - | - | --- | --- | --- | ------------ |
| 1   | Nueva Zelanda     | 2 | 2 | 0 | 0 | 174 | 55  | 6   |              |
| 2   | Escocia           | 1 | 1 | 0 | 0 | 69  | 48  | 3   |              |
| 3   | Irlanda del Norte | 2 | 1 | 0 | 1 | 78  | 133 | 3   |              |
| 4   | Sri Lanka         | 2 | 0 | 0 | 2 | 92  | 125 | 0   |              |
| 5   | Samoa             | 1 | 0 | 0 | 1 | 33  | 85  | 0   |              |

### Grupo B
| Pos | País      | J | G | E | P | PF  | PC  | Pts | Calificación |
| --- | --------- | - | - | - | - | --- | --- | --- | ------------ |
| 1   | Australia | 2 | 2 | 0 | 0 | 205 | 45  | 6   |              |
| 2   | Sudáfrica | 1 | 1 | 0 | 0 | 62  | 30  | 3   |              |
| 3   | Barbados  | 1 | 0 | 0 | 1 | 30  | 62  | 0   |              |
| 4   | Zimbabue  | 1 | 0 | 0 | 1 | 33  | 86  | 0   |              |
| 5   | Singapur  | 1 | 0 | 0 | 1 | 12  | 119 | 0   |              |

### Grupo C
| Pos | País       | J | G | E | P | PF | PC | Pts | Calificación |
| --- | ---------- | - | - | - | - | -- | -- | --- | ------------ |
| 1   | Botsuana   | 1 | 1 | 0 | 0 | 72 | 26 | 3   |              |
| 2   | Jamaica    | 1 | 1 | 0 | 0 | 43 | 41 | 3   |              |
| 3   | Uganda     | 0 | 0 | 0 | 0 | 00 | 00 | 0   |              |
| 4   | Islas Cook | 1 | 0 | 0 | 1 | 41 | 43 | 0   |              |
| 5   | Malasia    | 1 | 0 | 0 | 1 | 26 | 72 | 0   |              |

### Grupo D
| Pos | País              | J | G | E | P | PF | PC | Pts | Calificación |
| --- | ----------------- | - | - | - | - | -- | -- | --- | ------------ |
| 1   | Inglaterra        | 1 | 1 | 0 | 0 | 69 | 23 | 3   |              |
| 2   | Fiyi              | 1 | 1 | 0 | 0 | 55 | 28 | 3   |              |
| 3   | Granada           | 0 | 0 | 0 | 0 | 00 | 00 | 0   |              |
| 4   | Trinidad y Tobago | 1 | 0 | 0 | 1 | 28 | 55 | 0   |              |
| 5   | Gales             | 1 | 0 | 0 | 1 | 23 | 69 | 0   |              |

## Sección 3

### Del 17.º al 20.º lugar
| Día | Selección | Resultado | Selección |
|     |           | -         |           |
|     |           | -         |           |
|     |           | -         |           |
|     |           | -         |           |
|     |           | -         |           |
|     |           | -         |           |

## Sección 2
|  | Cruces del 9.º-16.º | Cruces del 9.º-16.º | Cruces del 9.º-16.º |  |  | Cruces del 9.º-12.º | Cruces del 9.º-12.º | Cruces del 9.º-12.º |  |  | 9.º lugar | 9.º lugar | 9.º lugar |  |
|  |                     |                     |                     |  |  |                     |                     |                     |  |  |           |           |           |  |
|  |                     |                     |                     |  |  |                     |                     |                     |  |  |           |           |           |  |
|  |                     |                     |                     |  |  |                     |                     |                     |  |  |           |           |           |  |
|  |                     |                     |                     |  |  |                     |                     |                     |  |  |           |           |           |  |
|  |                     |                     |                     |  |  |                     |                     |                     |  |  |           |           |           |  |
|  |                     |                     |                     |  |  |                     |                     |                     |  |  |           |           |           |  |
|  |                     |                     |                     |  |  |                     |                     |                     |  |  |           |           |           |  |
|  |                     |                     |                     |  |  |                     |                     |                     |  |  |           |           |           |  |
|  |                     |                     |                     |  |  |                     |                     |                     |  |  |           |           |           |  |
|  |                     |                     |                     |  |  |                     |                     |                     |  |  |           |           |           |  |
|  |                     |                     |                     |  |  |                     |                     |                     |  |  |           |           |           |  |
|  |                     |                     |                     |  |  |                     |                     |                     |  |  |           |           |           |  |
|  |                     |                     |                     |  |  |                     |                     |                     |  |  |           |           |           |  |
|  |                     |                     |                     |  |  |                     |                     |                     |  |  |           |           |           |  |
|  |                     |                     |                     |  |  |                     |                     |                     |  |  |           |           |           |  |
|  |                     |                     |                     |  |  |                     |                     |                     |  |  |           |           |           |  |
|  |                     |                     |                     |  |  |                     |                     |                     |  |  |           |           |           |  |
|  |                     |                     |                     |  |  |                     | 11.º lugar          |                     |  |  |           |           |           |  |
|  |                     |                     |                     |  |  |                     |                     |                     |  |  |           |           |           |  |
|  |                     |                     |                     |  |  |                     |                     |                     |  |  |           |           |           |  |
|  |                     |                     |                     |  |  |                     |                     |                     |  |  |           |           |           |  |
|  |                     |                     |                     |  |  |                     |                     |                     |  |  |           |           |           |  |
|  |                     |                     |                     |  |  |                     |                     |                     |  |  |           |           |           |  |
|  |                     |                     |                     |  |  |                     |                     |                     |  |  |           |           |           |  |
|  |                     |                     |                     |  |  |                     |                     |                     |  |  |           |           |           |  |

### Del 13.º al 16.º lugar
|  | Cruces del 13.º-16.º | Cruces del 13.º-16.º | Cruces del 13.º-16.º |  |  | 13er lugar | 13er lugar | 13er lugar |  |
|  |                      |                      |                      |  |  |            |            |            |  |
|  |                      |                      |                      |  |  |            |            |            |  |
|  |                      |                      |                      |  |  |            |            |            |  |
|  |                      |                      |                      |  |  |            |            |            |  |
|  |                      |                      |                      |  |  |            |            |            |  |
|  |                      |                      |                      |  |  |            |            |            |  |
|  |                      |                      |                      |  |  |            |            |            |  |
|  |                      |                      |                      |  |  |            |            |            |  |
|  |                      |                      |                      |  |  |            |            |            |  |
|  |                      |                      |                      |  |  |            |            |            |  |
|  |                      |                      |                      |  |  | 15.º lugar |            |            |  |
|  |                      |                      |                      |  |  |            |            |            |  |
|  |                      |                      |                      |  |  |            |            |            |  |
|  |                      |                      |                      |  |  |            |            |            |  |
|  |                      |                      |                      |  |  |            |            |            |  |
|  |                      |                      |                      |  |  |            |            |            |  |
|  |                      |                      |                      |  |  |            |            |            |  |
|  |                      |                      |                      |  |  |            |            |            |  |

## Sección 1
|  | Cuartos de final | Cuartos de final | Cuartos de final |  |  | Semifinales | Semifinales | Semifinales |  |  | Final | Final | Final |  |
|  |                  |                  |                  |  |  |             |             |             |  |  |       |       |       |  |
|  |                  |                  |                  |  |  |             |             |             |  |  |       |       |       |  |
|  |                  |                  |                  |  |  |             |             |             |  |  |       |       |       |  |
|  |                  |                  |                  |  |  |             |             |             |  |  |       |       |       |  |
|  |                  |                  |                  |  |  |             |             |             |  |  |       |       |       |  |
|  |                  |                  |                  |  |  |             |             |             |  |  |       |       |       |  |
|  |                  |                  |                  |  |  |             |             |             |  |  |       |       |       |  |
|  |                  |                  |                  |  |  |             |             |             |  |  |       |       |       |  |
|  |                  |                  |                  |  |  |             |             |             |  |  |       |       |       |  |
|  |                  |                  |                  |  |  |             |             |             |  |  |       |       |       |  |
|  |                  |                  |                  |  |  |             |             |             |  |  |       |       |       |  |
|  |                  |                  |                  |  |  |             |             |             |  |  |       |       |       |  |
|  |                  |                  |                  |  |  |             |             |             |  |  |       |       |       |  |
|  |                  |                  |                  |  |  |             |             |             |  |  |       |       |       |  |
|  |                  |                  |                  |  |  |             |             |             |  |  |       |       |       |  |
|  |                  |                  |                  |  |  |             |             |             |  |  |       |       |       |  |
|  |                  |                  |                  |  |  |             |             |             |  |  |       |       |       |  |
|  |                  |                  |                  |  |  |             | 3.er lugar  |             |  |  |       |       |       |  |
|  |                  |                  |                  |  |  |             |             |             |  |  |       |       |       |  |
|  |                  |                  |                  |  |  |             |             |             |  |  |       |       |       |  |
|  |                  |                  |                  |  |  |             |             |             |  |  |       |       |       |  |
|  |                  |                  |                  |  |  |             |             |             |  |  |       |       |       |  |
|  |                  |                  |                  |  |  |             |             |             |  |  |       |       |       |  |
|  |                  |                  |                  |  |  |             |             |             |  |  |       |       |       |  |
|  |                  |                  |                  |  |  |             |             |             |  |  |       |       |       |  |

### Del quinto al octavo lugar
|  | quinto al octavo | quinto al octavo | quinto al octavo |  |  | quinto lugar | quinto lugar | quinto lugar |  |
|  |                  |                  |                  |  |  |              |              |              |  |
|  |                  |                  |                  |  |  |              |              |              |  |
|  |                  |                  |                  |  |  |              |              |              |  |
|  |                  |                  |                  |  |  |              |              |              |  |
|  |                  |                  |                  |  |  |              |              |              |  |
|  |                  |                  |                  |  |  |              |              |              |  |
|  |                  |                  |                  |  |  |              |              |              |  |
|  |                  |                  |                  |  |  |              |              |              |  |
|  |                  |                  |                  |  |  |              |              |              |  |
|  |                  |                  |                  |  |  |              |              |              |  |
|  |                  |                  |                  |  |  | 7.º lugar    |              |              |  |
|  |                  |                  |                  |  |  |              |              |              |  |
|  |                  |                  |                  |  |  |              |              |              |  |
|  |                  |                  |                  |  |  |              |              |              |  |
|  |                  |                  |                  |  |  |              |              |              |  |
|  |                  |                  |                  |  |  |              |              |              |  |
|  |                  |                  |                  |  |  |              |              |              |  |
|  |                  |                  |                  |  |  |              |              |              |  |